# اکواتو گینه
اکواتو گینه (به انگلیسی: Ecuato Guineana) یک شرکت هواپیمایی با کد یاتا 8Y است که در ۱۹۸۶ میلادی تأسیس شده‌است. دفتر مرکزی اکواتو گینه در مالابو، گینه استوایی واقع شده‌است.